# Peter London
Karl Peter Ingemar Lundén (artistnamn Peter London), född 28 september 1982 i Brännkyrka församling i Stockholms län, är en svensk basist.

## Biografi
Peter London är sedan 2002 basist i sleazerockbandet Crashdïet.
Han är även frontfigur och den huvudsakliga låtskrivaren i könsrock-bandet Alter Egon, som från början var ett enmansband, men som sedermera kom att bli ett band med fyra medlemmar. London har tidigare spelat i banden Paradice, Empyreal och Reaktor.
Han har spelat i bandet Bedårande Barn tillsammans med bland andra Jesper Landin, Marcus Öhrn och Jimmie Åkesson.
London spelar även bas i Metal Allstars och i Noice Forever. 

### Familj
Peter London gifte sig med fotomodellen och före detta Fröken Sverige Isabel Lestapier Winqvist den 25 juni 2010 i Hedvig Eleonora kyrka i Stockholm. De skilde sig i mars 2012.

## Alter Egon

### Medlemmar
- Peter London - sång, gitarr
- Greven - bas
- Memory Man - keytar (från orden "keyboard" och "guitar")
- Belle - trummor

En av bandets låtar är "Nytt kön" som är ett typiskt exempel på könsrock. De har även en låt vid namn "Varför dör ni?" som handlar om David Hellman (Dave Lepard) som tidigare var sångare i Crashdïet, samt artisten Thore Skogman.

## Diskografi

### Med Crashdïet
- Rest in Sleaze (2005)
- The Unattractive Revolution (2007)
- Generation Wild (2010)
- The Savage Playground (2013)
- Rust (2019)

### Med Alter Egon
- Alteraktiva Romanser (2008)
- I Grevens Tid (2010)

### Med Bedårande Barn
- Jag Tänker Be För Sverige (CD-Singel, 2015)
- Nu Och För Alltid (CD-Singel, 2016)
- Ung Och Stolt (Digital-Singel, 2016)
- Back To Life (Digital-Singel, 2016)
- Back To Life - A Tribute To Goodbye To Gravity (Samlings-CD, 2016)
- Försvara Och Bevara (Digital-Singel, 2016)
- Förändringarnas Frö (Digital-Singel, 2017)
- Ung Rebell - Live i Helsingborg (Digital-Singel, 2017)
- För Framtids Segrar - Live i Helsingborg (CD-album, 2017)
- Back To Life (Rubbestad Remix) (Digital-Singel, 2017)
- Karaoke (Digital-Album, 2017)
- När Julen Kommer Till Stan (Digital-Singel, 2017)
- Protect And Preserve (Digital-Singel, 2017)
- Varje Liten Del (Digital-Singel, 2018)
- Election Day 18 (Next Chapter) (Digital-Album, 2018)
- Allt Vi Vill Ha (Digital-Singel, 2018)
- Stängda Dörrar (Digital-Singel, 2018)
- Live i Sölvesborg (Digital-Album, 2018)